# Error (GARNiDELiAの曲)
「Error」（エラー）は、GARNiDELiAの楽曲で、9枚目のシングル。2018年1月31日にSACRA MUSICから発売された。

## 概要
前作「アイコトバ」から3ヶ月ぶりとなるシングル。表題曲は、テレビアニメ『BEATLESS』のオープニングテーマ。また発売日はメイリアの誕生日であり、「君が生まれた日」はバースデーソングとして制作された。
初回生産限定盤のDVDには、表題曲のMusic Videoと「stellacage TOUR 2017 〜Cry Out〜」のライブ映像が3曲収録されている。

## 収録曲
CD（通常盤・初回生産限定盤）
- 作詞：1・3MARiA、2・toku　作曲・編曲：toku

1. Error  [5:00]
2. anymore[4:03]
3. 君が生まれた日[5:19]
4. Error-Instrumental[5:00]

DVD（初回生産限定盤）
1. 「Error」Music Video
2. 「ORiGiNAL」 ライブ映像
3. 「BLAZING」 ライブ映像
4. 「変わらないモノ」 ライブ映像

期間生産限定盤（アニメ盤）
1. Error
2. anymore
3. 君が生まれた日
4. Error-Instrumental
5. Error(TV size)

DVD
1. 「Error」Music Video